# Botanophila prominula
Botanophila prominula är en tvåvingeart som beskrevs av Fan 1982. Botanophila prominula ingår i släktet Botanophila och familjen blomsterflugor. Inga underarter finns listade i Catalogue of Life.